# Aleksandr Satchivko
Aleksandr Viktorovitch Satchivko (en russe : Александр Владимирович Сачивко) ou Aliaksandr Viktaravitch Satchywka (en biélorusse : Аляксандр Віктаравіч Сачыўка) est un footballeur international biélorusse né le 5 janvier 1986 à Minsk. Il évolue au poste de milieu de terrain.

## Biographie

### Carrière en club
Natif de Minsk, Aleksandr Satchivko effectue sa formation de footballeur dans cette même ville, passant successivement par les équipes de jeunes des clubs locaux du Torpedo, Dinamo avant de disputer son premier match sous les couleurs du Daryda Minsk Rayon à l'occasion d'une rencontre de coupe de Biélorussie contre le Kommounalnik Slonim le 11 novembre 2004, à l'âge de 18 ans. Il rejoint par la suite le Smena Minsk en deuxième division, où il devient rapidement un titulaire régulier, suivant notamment la réorganisation de l'équipe qui devient le FK Minsk à partir de 2006.
Se démarquant au fil des années comme un des acteurs emblématiques de l'équipe, il prend ainsi part aux deux promotions de celle-ci en première division en remportant le deuxième échelon en 2006 puis 2008 ainsi qu'à sa montée en puissance au début des années 2010, avec notamment une troisième place en championnat en 2010 ainsi que deux finales de coupe en 2012 et 2013, Satchivko disputant notamment l'intégralité de la victoire face au Dinamo Minsk le 26 mai 2013, inscrivant l'un des buts de son équipe lors de la séance des tirs au but. Il participe également aux deux campagnes européennes du club en Ligue Europa en 2011 et 2013. À son départ du FK Minsk à l'issue de la saison 2016, Satchivko cumule ainsi un total de 311 matchs joués pour 20 buts marqués entre 2006 et 2016.
Il continue par la suite d'évoluer au sein de la ville de Minsk, cette fois dans l'équipe du Dinamo, qu'il rejoint en début d'année 2017. Devenant rapidement un titulaire régulier au sein de la défense, il contribue à la deuxième place du club à l'issue de la saison mais apparaît de moins en moins au cours de l'année suivante, amenant finalement à son départ pour le Chakhtior Salihorsk au mois d'août 2018. Il y retrouve un temps de jeu régulier pour les années qui suivent et prend notamment part au sacre du club en championnat à l'issue de la saison 2020.

### Carrière internationale
Aleksandr Satchivko est appelé pour la première fois au sein de la sélection biélorusse par Aliaksandr Khatskevich au mois d'octobre 2015, mais doit cependant attendre le 1er juin 2017 pour connaître sa première sélection à l'occasion d'un match amical contre la Suisse. Il prend par la suite part aux phases qualificatives pour la Coupe du monde 2018 et l'Euro 2020 ainsi qu'à la Ligue des nations, où il marque son premier but international face à la Lituanie le 11 octobre 2020, pour un match nul 2-2.

## Statistiques
| Saison                | Club                  | Championnat           | Championnat | Championnat | Coupe(s) nationale(s) | Coupe(s) nationale(s) | Compétition(s) continentale(s) | Compétition(s) continentale(s) | Compétition(s) continentale(s) | Total | Total |
| Saison                | Club                  | Division              | M.          | B.          | M.                    | B.                    | Comp.                          | M.                             | B.                             | M.    | B.    |
| 2004                  | Daryda Minsk Rayon    | D1                    | -           | -           | 1                     | 0                     | -                              | -                              | -                              | 1     | 0     |
| 2005                  | Smena Minsk           | D2                    | 28          | 1           | -                     | -                     | -                              | -                              | -                              | 28    | 1     |
| Sous-total            | Sous-total            | Sous-total            | 28          | 1           | 1                     | 0                     | -                              | -                              | -                              | 29    | 1     |
| 2006                  | FK Minsk              | D2                    | 25          | 2           | 2                     | 0                     | -                              | -                              | -                              | 27    | 2     |
| 2007                  | FK Minsk              | D1                    | 20          | 0           | -                     | -                     | -                              | -                              | -                              | 20    | 0     |
| 2008                  | FK Minsk              | D2                    | 21          | 3           | 2                     | 0                     | -                              | -                              | -                              | 23    | 3     |
| 2009                  | FK Minsk              | D1                    | 25          | 0           | 2                     | 0                     | -                              | -                              | -                              | 27    | 0     |
| 2010                  | FK Minsk              | D1                    | 25          | 1           | 2                     | 0                     | -                              | -                              | -                              | 27    | 1     |
| 2011                  | FK Minsk              | D1                    | 26          | 0           | 4                     | 0                     | C3                             | 4                              | 0                              | 34    | 0     |
| 2012                  | FK Minsk              | D1                    | 26          | 3           | 4                     | 0                     | -                              | -                              | -                              | 30    | 3     |
| 2013                  | FK Minsk              | D1                    | 26          | 3           | 3                     | 0                     | C3                             | 6                              | 1                              | 35    | 4     |
| 2014                  | FK Minsk              | D1                    | 26          | 0           | 4                     | 0                     | -                              | -                              | -                              | 30    | 0     |
| 2015                  | FK Minsk              | D1                    | 22          | 0           | 4                     | 0                     | -                              | -                              | -                              | 26    | 0     |
| 2016                  | FK Minsk              | D1                    | 28          | 6           | 4                     | 1                     | -                              | -                              | -                              | 32    | 7     |
| Sous-total            | Sous-total            | Sous-total            | 270         | 18          | 31                    | 1                     | -                              | 10                             | 1                              | 311   | 20    |
| 2017                  | Dinamo Minsk          | D1                    | 25          | 3           | 1                     | 0                     | C3                             | 5                              | 0                              | 31    | 3     |
| 2018                  | Dinamo Minsk          | D1                    | 7           | 0           | -                     | -                     | C3                             | 1                              | 1                              | 8     | 1     |
| Sous-total            | Sous-total            | Sous-total            | 32          | 3           | 1                     | 0                     | -                              | 6                              | 1                              | 39    | 4     |
| 2018                  | Chakhtior Salihorsk   | D1                    | 10          | 0           | 1                     | 0                     | -                              | -                              | -                              | 11    | 0     |
| 2019                  | Chakhtior Salihorsk   | D1                    | 25          | 2           | 4                     | 1                     | C3                             | 5                              | 0                              | 34    | 3     |
| 2020                  | Chakhtior Salihorsk   | D1                    | 24          | 0           | 4                     | 1                     | C3                             | 1                              | 0                              | 29    | 1     |
| 2021                  | Chakhtior Salihorsk   | D1                    | 20          | 3           | 2                     | 0                     | C1+C4                          | 2+2                            | 0                              | 26    | 3     |
| Sous-total            | Sous-total            | Sous-total            | 79          | 5           | 11                    | 2                     | -                              | 10                             | 0                              | 100   | 7     |
| Total sur la carrière | Total sur la carrière | Total sur la carrière | 354         | 7           | 44                    | 3                     | -                              | 26                             | 2                              | 424   | 12    |

## Palmarès
FK Minsk
- Vainqueur de la Coupe de Biélorussie en 2013.
- Champion de Biélorussie de deuxième division en 2006 et 2008.

 Chakhtior Salihorsk
- Champion de Biélorussie en 2020 et 2021.
- Vainqueur de la Coupe de Biélorussie en 2019.
- Vainqueur de la Supercoupe de Biélorussie en 2021.